# Лал-дэд
Лал-дэд (букв. «бабушка Лал»), Лалла, Лаллешвари (1320—1392?) — средневековая индийская поэтесса, одна из первых авторов, писавших на языке кашмири. О жизни Лал-дэд известно немногое: считается, что она жила в XIV веке и была бродячей подвижницей, почитательницей бога Шивы (в стихотворениях которой он предстает как верховное божество, Абсолют). Согласно преданию, Лалла появилась на свет в Пандретане близ Шринагара; в 12 лет вступила в брак, позднее ушла из дома, став странствующей проповедницей. О ней сложено множество легенд. Стихотворения, приписываемые Лалле, сохранились почти исключительно в устной передаче; вероятно, существенное количество из них на самом деле написано не ею.
Основная тема творчества Лаллы — освобождение от мирских оков, от «болезни бытия», стремление слиться с Абсолютом. В нём чувствуется влияние йоги и тантризма, а также, вероятно, суфизма (в легендах упоминаются встречи Лал-дэд с мусульманскими проповедниками тех времен). Стихотворения Лал-дэд переводились на английский, немецкий, русский языки.

## Цитаты
- (Моление к Шиве)

Ты один — земная твердь, ты один — небесный свод,
Ты, и только ты, — эфир, ты — закат и ты — восход,
Ты есть жертва божеству: ты — сандал, вода, цветы.
Как тебе воздать тобой, если все, что есть, есть ты?
- : Мы говорим, что мысль нова и что река нова,

Что месяц, вновь взошедший, нов, — но это все слова!
Все те же — месяц, мысль, река, и только я нова;
Очистила я дух и плоть от скверны естества!
(пер. С. Липкина, Н. Мальцевой)